# Calibre 32
 (décembre 2015).
Si vous disposez d'ouvrages ou d'articles de référence ou si vous connaissez des sites web de qualité traitant du thème abordé ici, merci de compléter l'article en donnant les références utiles à sa vérifiabilité et en les liant à la section « Notes et références ».
Le calibre 32 correspond en France au calibre 14 mm. La cartouche a généralement une longueur de 63-65 mm et le diamètre réel de l'âme du canon peut varier de 12,7 à 13,2 mm suivant le fabricant. C'est une cartouche populaire en France, qui servait principalement pour les armes de « jardin » (comme le 12 mm et le 9 mm Flobert) et pour l'apprentissage de la chasse auprès des jeunes, du fait de la sensation de recul modérée. Ce calibre tombe en désuétude du fait de l'évolution des mentalités et contraintes vis-à-vis de la chasse et de son apprentissage. La cartouche ancienne existait en chargement à poudre noire. Elle est toujours largement disponible avec un chargement en poudre vive. Le poids de la charge de plomb contenue dans ce type de cartouche est d'environ 15 g avec différents numéros de plomb.
La cartouche était couramment employée dans les canardières[réf. nécessaire].